# Flugunfall der Curtiss C-46 PP-NMF der VASP
Der Flugunfall der Curtiss C-46 PP-NMF der VASP ereignete sich am 16. August 1964. An diesem Tag musste eine Curtiss C-46A-40-CU der Viação Aérea São Paulo, die sich auf einem Frachtflug vom Flughafen Carolina zum Flughafen Belém befand, im Capim-Fluss notgewassert werden, nachdem es auf dem Flug zu einem Triebwerksbrand gekommen war. Bei der Notwasserung starb ein Besatzungsmitglied.

## Maschine
Das Flugzeug war eine Curtiss C-46A-40-CU Commando, die im Jahr 1944 im Werk von Curtiss-Wright endmontiert wurde und die Werknummer 26971 trug. Die Maschine wurde mit dem militärischen Luftfahrzeugkennzeichen 42-107284 an die United States Army Air Force ausgeliefert. Im Jahr 1950 wurde die Maschine an die brasilianischen Luftstreitkräfte veräußert, welche die Maschine mit dem Luftfahrzeugkennzeichen PP-NMF in Betrieb nahmen. Im Jahr 1960 übernahm die L. B. Smith Aircraft Corporation aus den USA die Maschine, ließ sie mit dem Kennzeichen N9338R wieder zu und baute sie zu einer zivilen Curtiss C-46 um. Im Jahr 1962 wurde die Maschine dann an die VASP veräußert und erhielt wieder ihr vormaliges brasilianisches Luftfahrzeugkennzeichen. Das zweimotorige Mittelstreckenflugzeug war mit zwei 18-Zylinder-Doppelsternmotoren des Typs Pratt & Whitney R-2800-51 Double Wasp ausgestattet.

## Insassen
An Bord der Maschine befand sich lediglich eine vierköpfige Besatzung.

## Unfallhergang
Auf dem Flug von Carolina nach Belem kam es zu Triebwerksproblemen an der C-46. Das Triebwerk geriet in Brand und explodierte. Der Propeller des betroffenen Triebwerks konnte nicht in die Segelstellung gebracht werden. Die Curtiss verlor an Höhe, wodurch die Besatzung sich gezwungen sah, die Fracht abzuwerfen und die Maschine auf dem Capim-Fluss notzuwassern. Die C-46 sank innerhalb von 15 Minuten. Ein Besatzungsmitglied, das keinen Sicherheitsgurt trug, wurde beim Aufprall getötet.

## Ursache
Als Ursache des Unfalls wurde ein Versagen des Propellers festgestellt.